# Антоан Луј
Антоан Луј (фр. Antoine Louis; Мец, Француска, 13. фебруар 1723 – Париз, Француска, 20. мај 1792.) је био француски хирург и физиолог из 18. века. Познат је по томе што је израдио прототип гиљотине.

## Биографија
Отац му је био хирург у француској војсци. Радио је у војној болници у Мецу. Антоан је о хирургији учио од свог оца. Као младић, Антоан Луј се преселио у Париз. Године 1750. постао је професор физиологије. На том месту задржао се четрдесет година. Постао је члан Краљевске медицинске академије 1764. године. Антоан Луј је остао упамћен по изради прототипа гиљотине. Гиљотина се у Француској након израде прототипа називала "louisette" по Антоану Лују. Касније је названа по француском физиологу Жозефу Гиљотену (1738-1814) који се залагао за њено увођење током Француске револуције. Гиљотина је постала симбол јакобинског терора.